# 火箭人 (2019年電影)
是一部2019年英美合拍的傳記點唱機歌舞劇情片，由戴克斯特·佛萊契執導，李·霍爾編寫劇本。電影劇情講述音樂家艾爾頓·強的一生，由泰隆·艾格頓飾演艾爾頓·強，並與傑米·貝爾、理察·麥登和布萊絲·達拉斯·霍華共同主演。電影2019年5月22日在英國上映，2019年5月31日在美國上映。

## 演員
- 泰隆·艾格頓飾演艾爾頓·強
- 傑米·貝爾飾演伯尼·陶平（英语：Bernie Taupin）
- 理察·麥登飾演約翰·里德（英语：John Reid (music manager)）
- 布萊絲·達拉斯·霍華飾演希拉·艾琳
- 傑瑪·瓊斯（英语：Gemma Jones）飾演艾薇
- 查理·羅維飾演雷·威廉斯（英语：Ray Williams (producer)）

## 製作
2012年1月，宣布艾爾頓·強正在進行自己傳記片的製作，最先他指名在片中飾演他的是賈斯汀·提姆布萊克。確定由李·霍爾執筆劇本。
2013年3月，請來麥可·格雷希執導。同年10月，湯姆·哈迪加入劇組飾演艾爾頓·強。焦點影業取得電影在美國的發行權。
直到2017年7月，本片製作才有進一步的發展。哈迪此時已退出計畫，泰隆·艾格頓洽談替代哈迪演出。2018年4月，艾格頓正式加入劇組，飾演艾爾頓·強，導演由戴克斯特·佛萊契取代格雷希。派拉蒙影業取得發行權。電影預計於2018年夏天開始製作。艾格頓會於片中親自演唱。同年6月，確定由傑米·貝爾飾演伯尼·陶平。7月，理察·麥登洽談演出約翰·里德，布萊絲·達拉斯·霍華加入劇組，飾演艾爾頓·強的母親。10月，宣布傑瑪·瓊斯加入劇組。
電影製作始於2018年8月2日。

## 發行
原本預定於2019年5月17日上映，後來延至5月31日上映。
首支預告片於2018年10月1日釋出。

## 外部連結
- 互联网电影数据库（IMDb）上《火箭人》的资料（英文）
- 火箭人的Instagram帳戶